# Hóllmfríður Karlsdóttir
Hóllmfríður Karlsdóttir, née le 6 juin 1963 a été la première Islandaise à être élue Miss Monde.

## Biographie
En 1985, elle a été élue Miss Islande, Miss Monde et reine européenne de beauté. Elle travaillait alors dans une école maternelle et y travaille toujours.